# 髙橋潔
髙橋 潔（たかはし きよし、1960年 - ）は、日本の経営学者。立命館大学総合心理学部教授。専門は産業心理学、組織行動論。

## 略歴
大阪府出身。1984年慶應義塾大学文学部卒業。1986年慶應義塾大学大学院社会学研究科修士課程修了。 1996年ミネソタ大学経営大学院博士課程修了（Ph.D.）。日本能率協会マネジメントセンター勤務を経て、1997年4月南山大学経営学部講師、1998年助教授、2000年同大学総合政策学部助教授。2004年神戸大学大学院経営学研究科助教授、 2006年教授。2017年立命館大学総合心理学部教授。

## 著書

### 単著
- 『評価の急所：パラダイムシフトを迎える人事評価』（生産性労働情報センター，2013年）
- 『人事評価の総合科学』（白桃書房, 2010年）

### 共著
- （金井壽宏, 守島基博）『会社の元気は人事がつくる』（日本経団連出版, 2002年）
- （金井壽宏）『組織行動の考え方』（東洋経済新報社, 2004年）
- （山口裕幸, 芳賀繁, 竹村和久）『産業・組織心理学』（有斐閣, 2006年）

### 編著
- 『Ｊリーグの行動科学：リーダーシップとキャリアのための教訓』（白桃書房，2010年）